# 옥수수 토르티야

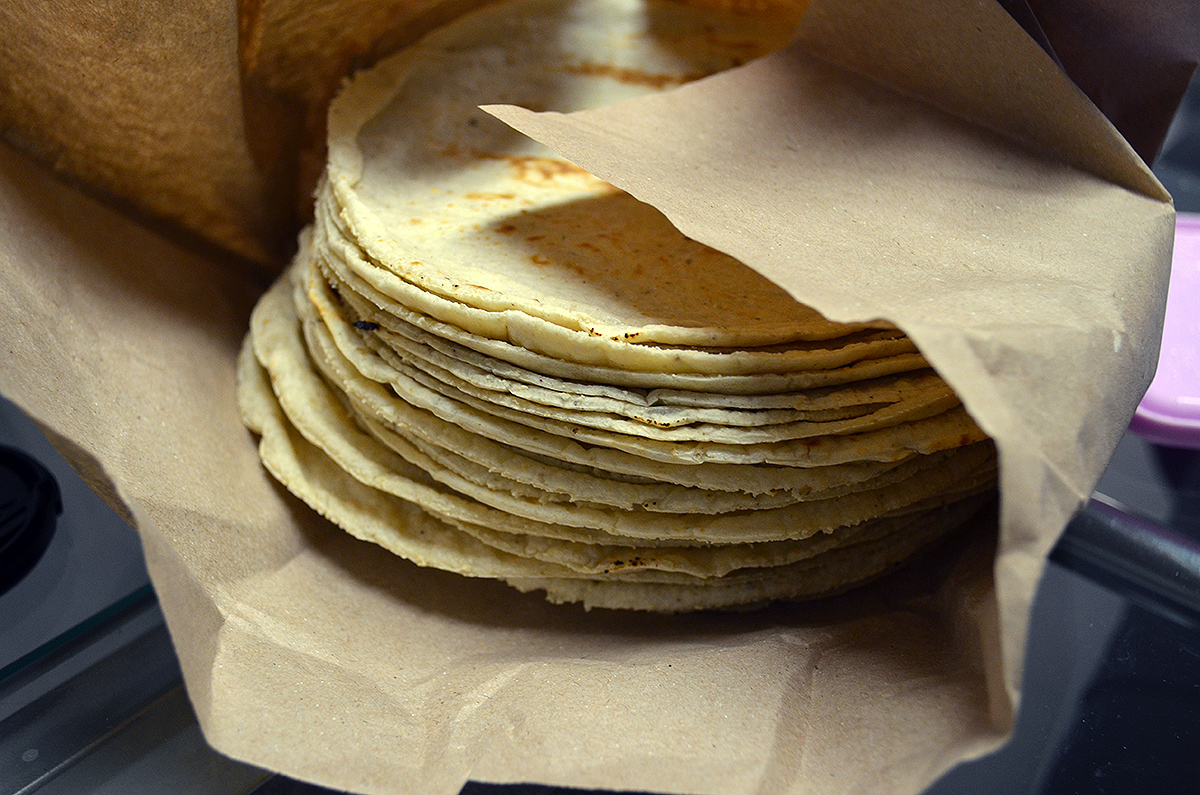
옥수수 토르티야

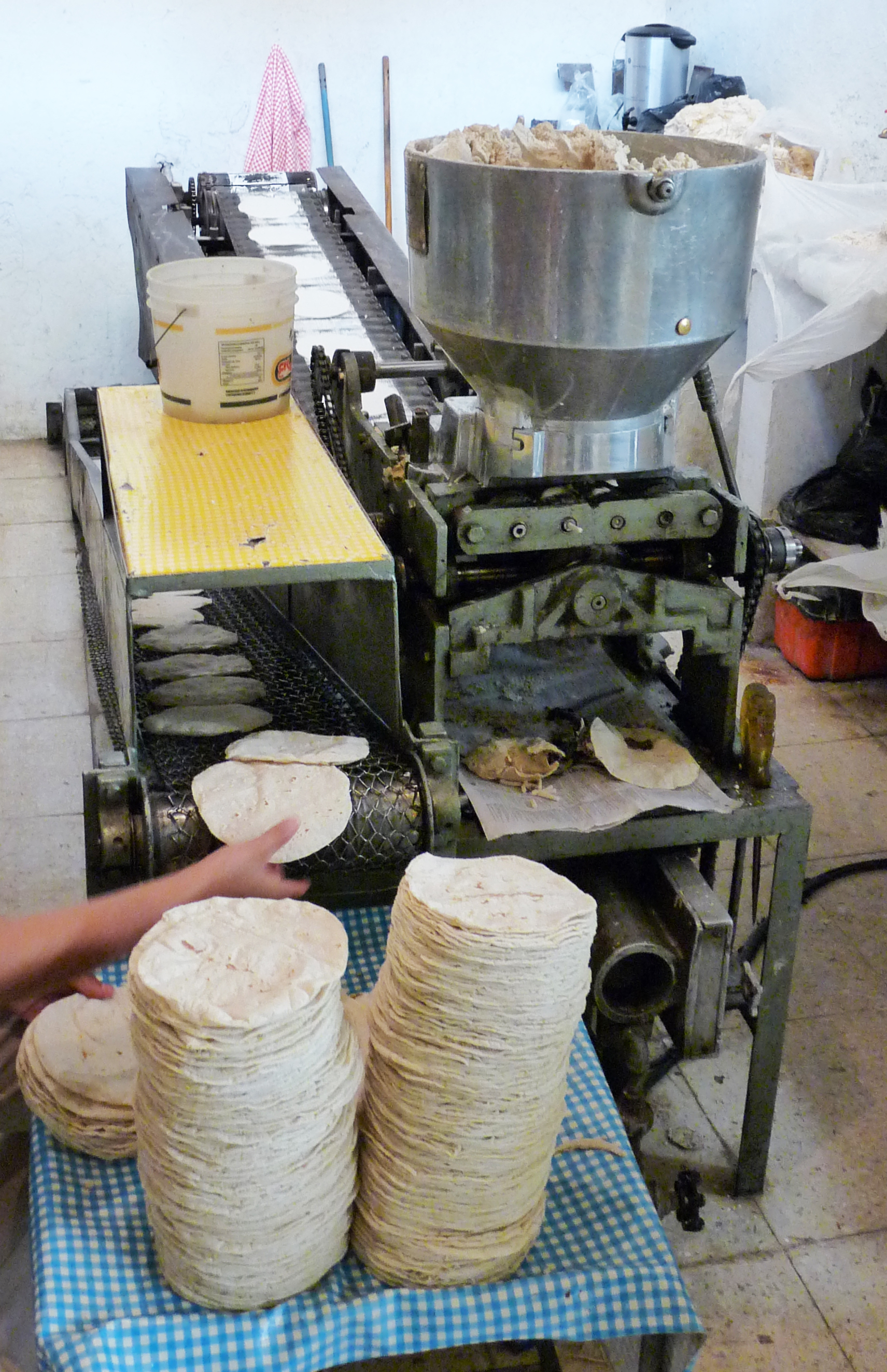
토르티야 기계

옥수수 토르티야(玉--tortilla, 스페인어: tortilla de maíz 토르티야 데 마이스[*])는 닉스타말화 과정을 거친 옥수수인 닉스타말을 갈아 만든 마사로 만든 토르티야다. 찰기가 없어 뚝뚝 끊기는 식감을 지니며, 씹을수록 고소한 맛이 난다.

## 만들기
옥수수 토르티야는 옥수수를 석회수에 담갔다가 분쇄해서 마사라는 반죽을 만든다. 이를 납작하게 눌러서, 뜨겁게 달군 번철에 데워서 만든다. (번철은 원래 점토를 평평하게 만든 것으로 이용했으나, 현대에는 얇은 금속제를 사용한다.) 밀가루 토르티야도 마사 대신 밀가루 반죽을 사용하는 거 외에는 동일하다.
과거에는 직접 손으로 납작하게 누르거나, 수동식 목재 토르티야 압착기를 사용하던 것에서, 오늘날에는 산업용 토르티야 제조 기기를 통해 대량으로 생산되고 있다. 대량 생산에는 저렴하고 대량 생산에 용이한 밀가루로 주로 제조된다. 지금도 멕시코에서는 지역에 따라 수제로 토르티야를 만드는 가정을 찾아볼 수 있다.

## 용도
옥수수 토르티야는 타코, 토스타다, 엔칠라다, 타키토, 케사디야, 칠라킬레스 소파 데 토르티야 등 여러 가지 멕시코 요리에 광범위하게 쓰인다.
옥수수 토르티야를 바삭바삭하게 튀겨서 토르티야 칩을 만들 수 있다. 보통 소금간을 해놓으며, 단독으로 먹거나, 과카몰레, 살사 등 다양한 딥에 찍어먹기도 한다. 토르티야 칩은 나초의 핵심 요소이다.
멕시코 및 일부 라틴 아메리카 요리에서 옥수수 토르티야가 사용되는 요리는 아래와 같다.
- 찰루파
- 칠라킬레스
- 엔칠라다
- 인프리홀라다스
- 엔토마타다
- 고르디타
- 케사디야
- 싱크로니사다
- 소페
- 타코
- 타키토
- 틀라유다
- 토르티야 칩
- 소파 데 토르티야[2]
- 토스타다

## 같이 보기
- 밀 토르티야
- 아레파